# Jättelav
Jättelav (Lobaria amplissima) är en lav som växer på lövträdsstammar, mer sällsynt även på klippor i kusttrakter och i områden med hög och jämn luftfuktighet nära sjöar eller vattendrag. Laven är en bladlav och hör till släktet lunglavar. Som dess namn antyder blir jättelaven stor, diametern på bålen kan vara flera decimeter och lavens lober, eller bålens flikar, är tre till fyra centimeter breda. Dess vetenskapliga artepitet amplissima kommer av amplissimus som har betydelsen "mycket stor".
Jättelaven är sällsynt och rödlistad i delar av sitt utbredningsområde. Hoten mot jättelaven är framförallt luftföroreningar, avverkning av äldre lövträd och markexploatering i de områden där den förekommer.

## Beskrivning
Jättelaven räknas till bladlavarna då bålen har ett bladlikt och flikigt växtsätt. Bålen kan bli flera decimeter i diameter. Loberna är cirka tre till fyra centimeter breda och till formen rundade med buktiga inskärningar och svagt nedåtvikta kanter. Då jättelaven är torr har bålens ovansida en silvergrå till silvervit färg, men vid väta är färgen grönaktig. Bålens undersida är brunaktig och tätt försedd med korta fina hår. Lavens apothecier (fruktkroppar) är runda och rödbruna. Det är dock inte så vanligt att apotechier förekommer.
På större exemplar av jättelav kan man ibland se små brunaktiga till svarta busklika utväxter på bålen. Dessa bildningar kallas cephalodier och uppkommer då lavens svampkomponent har förenats med en blågrönalg (cyanobakterie) istället för med en grönalg (se beskrivning i stycket ovan). Någon gång kan man påträffa enbart dessa utväxter och tidigare har de ibland givits det egna namnet jättelavskorall (Dendriscocaulon umhausense).

## Utbredning
Jättelaven hör till de så kallade suboceaniska lavarna, det vill säga den gynnas av ett maritimt och fuktig klimat. Den förekommer i kustnära områden i flera länder i Europa men är ganska sällsynt. I Norden är den vanligast i Norge, där den finns på flera platser längs med kusten. Den är sällsynt i Finland, rödlistad som starkt hotad i Sverige och anses försvunnen från Danmark.

## Ekologi
Jättelaven växer på äldre lövträdsstammar i blandlövskogar, ofta högt upp på stammen eller i trädkronan där det är ljusare och den antas därför vara ganska ljuskrävande. Mer sällan växer den på klippor. Bland de lövträdsarter jättelaven växer på finns alm, ask, asp, bok, ek, lind, lönn och rönn. Luftfuktigheten bör vara tämligen hög och jämn för att jättelaven ska trivas och exempel på miljöer där den kan hittas är bergsbranter och raviner.